# Jan Opletal

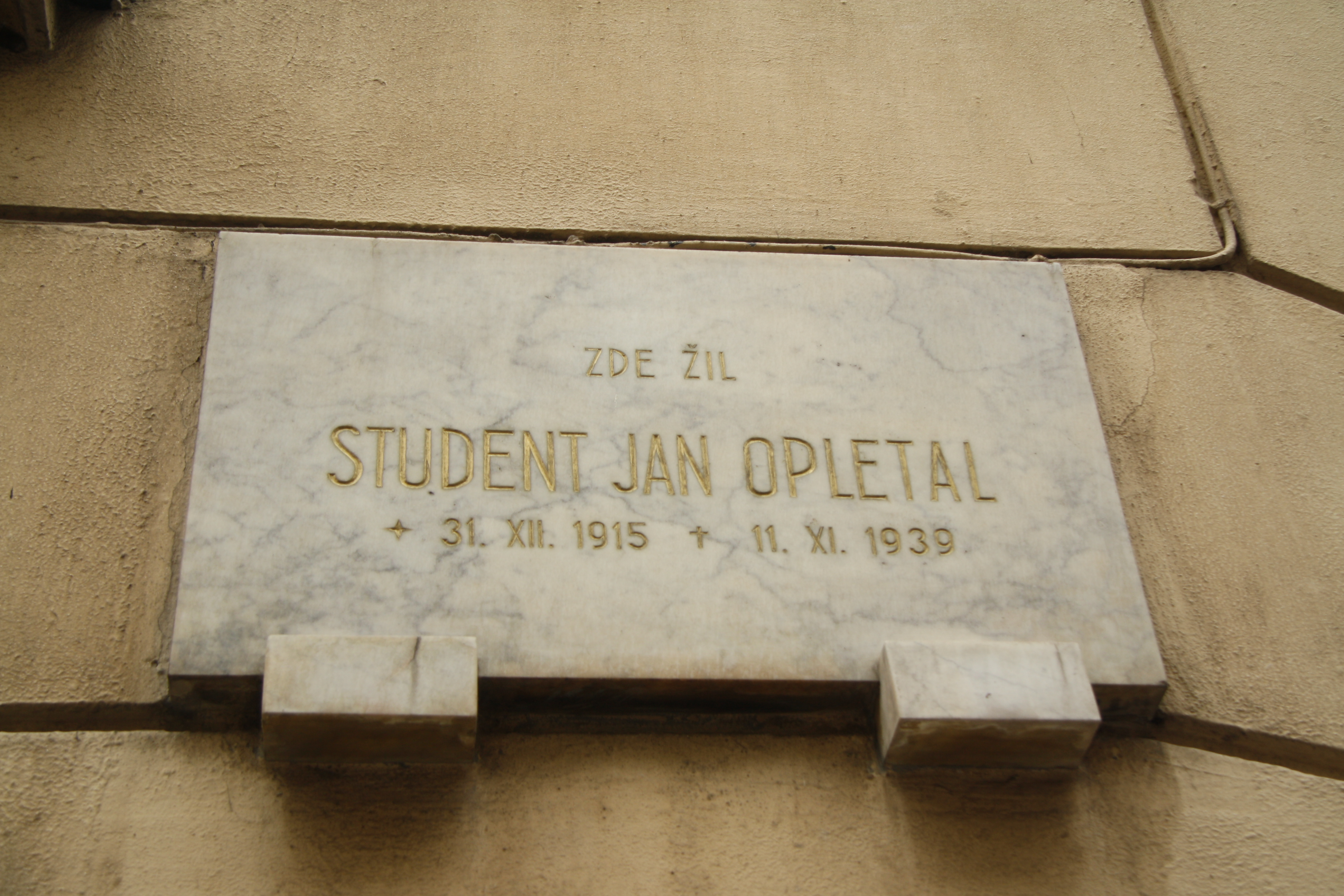
Jan Opletal emléktáblája a Jenštejnská utcában, Prágában

Jan Opletal (Lhota nad Moravou, 1915. január 1. – Prága, 1939. november 11.) cseh egyetemista, a prágai Károly Egyetem orvosi karának hallgatója, akit Csehszlovákia német megszállása ellen kirobbanó demonstrációban öltek meg.

## Meggyilkolása
1939. október 28-án – a Csehszlovák Köztársaság kikiáltásának évfordulóján – tüntetés robbant ki Prágában a Vencel téren, amelyet azonban erővel elfojtottak. Jan Opletal a zavargások közben súlyosan megsebesült, haslövés érte, amelybe később, november 11-én meghalt.
1939. november 15-én a temetése, ahol több ezer diák vett részt, náciellenes megmozdulássá vált. Ennek következményeképpen Konstantin von Neurath, a Cseh–Morva Protektorátus birodalmi kormányzója november 17-én több cseh egyetemet és főiskolát bezáratott, 9 diákot és egyetemi tanárt kivégeztetett, több mint 1200 diákot küldött koncentrációs táborokba.

## Emlékezete
Jan Opletal földi maradványait szülőfalujába vitték, emlékművet emeltek a tiszteletére. Több cseh város utcáit nevezték el róla. November 17. Csehországban és Szlovákiában nemzetközi diáknap, valamint a szabadságért és demokráciáért való küzdelem napja Csehszlovákia náci megszállásakor meggyilkoltak, így Jan Opletal és több száz társa emlékére.

## Fordítás
- Ez a szócikk részben vagy egészben  a   Jan Opletal című angol Wikipédia-szócikk ezen változatának fordításán alapul.  Az eredeti cikk szerkesztőit annak laptörténete sorolja fel. Ez a jelzés csupán a megfogalmazás eredetét és a szerzői jogokat jelzi, nem szolgál a cikkben szereplő információk forrásmegjelöléseként.